# Église réformée de Subcarpathie
L'Église réformée de Subcarpathie (en hongrois : Kárpátaljai Református Egyház) est la représentation de l'Église calviniste en Ukraine. La majorité de ses fidèles sont issus de la minorité magyare d'Ukraine et le hongrois en est ainsi de facto la langue liturgique. 

## Histoire et fondation
Affiliée à l'Église réformée de Hongrie, cette Église se fonde sur la Réforme de  Zwingli et de Calvin qui s'est déroulée dans les années 1520 et 1530. En 2007, elle comptait 105 communautés, 55 pasteurs et 105 temples. Les paroisses de cette Église s'étendent dans la région de la Ruthénie subcarpathique dans l'extrême Est de l'Ukraine au pied des Carpathes, la ville principale étan Berehove. Elle se trouve le long de la frontière et des minorités y vivent: Hongrois, Roumains, Slovaques ou Tziganes.  
Cette Église de tradition calviniste est apparue dans les années 1530 dans ces régions. Aujourd'hui elle comprend trois territoires: Oujanski, Berezki et Mamoroch-Ougotchanski. L'Église est dirigée par l'Assemblée générale et le synode du comité de gouvernement. Les évêques et les membres du synode sont élus pour quatre ans. L'immense majorité des fidèles sont des Hongrois ethniques. L'Église gère trois écoles secondaires (avec instruction religieuse), quatre vingts écoles du dimanche, plusieurs organisations caritatives et publie un trimestriel intitulé Mission. Les pasteurs et les prédicateurs reçoivent leur formation en Hongrie, et aussi en Roumanie et en Slovaquie (où se trouvent des minorités hongroises). L'Église est dirigée depuis janvier 2007 par l'évêque  Zan Fabian. Elle appartient à l'Alliance réformée mondiale et regroupe 140 000 fidèles.
Plusieurs temples réformés sont des monuments protégés, comme le temple néogothique de Moujievo, le temple de Tchetfolvo ou celui de Novosselytsia (Beken).